# NGC 4162
NGC 4162 is een spiraalvormig sterrenstelsel in het sterrenbeeld Hoofdhaar. Het hemelobject werd op 10 april 1785 ontdekt door de Duits-Britse astronoom William Herschel.

## Synoniemen
- UGC 7193
- MCG 4-29-46
- ZWG 128.51
- KUG 1209+244
- IRAS 12093+2423
- PGC 38851